# صدا و سیمای یزد
صدا و سیمای مرکز یزد یکی از مراکز صدا و سیمای جمهوری اسلامی ایران است که در شهر یزد فعالیت می‌کند.